# Tema oriental

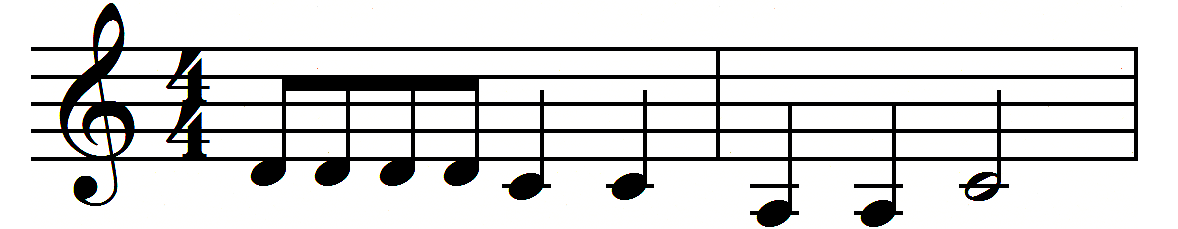
Melodia simples do tema oriental.

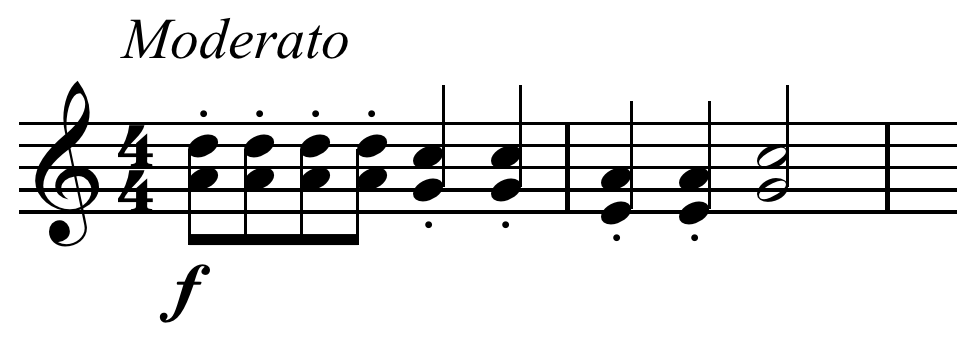
Tema oriental, dobrado no quarto acorde.

O tema oriental, que também pode ser denominado riff oriental ou ostinato oriental, é um ostinato ou frase que frequentemente tem sido utilizado na cultura ocidental como tropo ou estereótipo do orientalismo para representar a ideia da China continental, do Japão, da Coreia, de Taiwan ou de qualquer tema genérico relacionado ao Extremo Oriente. Também tem sido usado para representar temas genéricos referentes a países do Sudeste Asiático, tais como Tailândia, Vietnã e Myanmar. O tema é às vezes acompanhado pelo som de um gongo.

## História
O tema oriental é uma invenção ocidental, que remonta à cena "Aladdin Quick Step" da peça teatral Aladdin, The Grand Chinese Spectacle of Aladdin or The Wonderful Lamp, datada de 1847. As notas usadas no tema são parte de uma escala pentatônica e são amiúde harmonizadas com acordes em quarta abertos, que fazem o ritmo soar oriental ao ouvinte ocidental típico.

## Uso
O tema oriental e suas interpretações foram incluídos como parte de numerosos trabalhos da música ocidental. Dentre eles, incluem-se "Kung Fu Fighting" de Carl Douglas e Biddu (1974), The Vapors em "Turning Japanese", "Chinese Laundry Blues" de George Formby (1932) e Rush com "A Passage to Bangkok". O tema oriental também foi adaptado para uso no video game Yie Ar Kung-Fu como tema principal, o tema Chai Kingdom em Super Mario Land, e o estágio Team China em Super Dodge Ball e o tema de luta da parte Kung-Fu em Live A Live.
O tema também foi usado em séries orientais, como o anime japonês Guerra das Galáxias. A canção Shao Pai Long retrata um herói chinês.